# 震撼真相
《震撼真相》（英語：Shock and Awe）是一部2018年美國劇情片，由羅伯·雷納執導，喬伊·哈特史東（Joey Hartstone）撰寫劇本。故事為讓於奈特·里德報業一群記者開始調查2003年伊拉克行動背後的驚人內幕。該片於2017年9月30日在蘇黎世影展上首映，後於2018年6月14日透過DirecTV Cinema發行，並由垂直娛樂定於2018年7月13日起在美國有限上映。

## 劇情
故事描述美國華盛頓分部奈特·里德報業的一記者小組為了查明布希政府執行2003年伊拉克行動背後的真相而開始進行一連串的調查。

## 演員
- 伍迪·哈里遜 飾 強納森·蘭達（Jonathan Landay）
- 湯米·李·瓊斯 飾 喬瑟夫·L·蓋洛威（英语：Joseph L. Galloway）
- 詹姆斯·馬斯登 飾 華倫·史特羅伯爾（Warren Strobel）
- 蜜拉·喬娃維琪 飾 芙拉特卡（Vlatka）
- 潔西卡·貝兒 飾 麗莎（Lisa）
- 羅伯·雷納 飾 約翰·瓦科特（John Walcott）

## 發行
《震撼真相》於2017年9月30日在蘇黎世影展上舉行全球首映。之後，該片於2018年6月14日透過DirecTV Cinema平台（VOD）發行，並由垂直娛樂定於2018年7月13日起在美國有限上映。

## 外部連結
- 互联网电影数据库（IMDb）上《震撼真相》的资料（英文）
- 爛番茄上《震撼真相》的資料（英文）
- 開眼電影網上《震撼真相》的資料（繁體中文）